# Kritsa
Kritsa (Grieks: Κριτσά) is een dorp in de deelgemeente (dimotiki enotita) Agios Nikolaos van de gemeente (dimos) Agios Nikolaos (Nederlands: Sint-Niklaas), in de Griekse bestuurlijke regio (periferia) Kreta. Het dorpje ligt ten oosten van Iraklion en telt 2.703 inwoners.
In dit dorpje werd Nikos Kazantzakis' film Christus wordt weer gekruisigd gedraaid door Jules Dassin. Het is een bekende toeristische trekpleister en kent talrijke souvenirshops. Meestal combineren de toeristen hun bezoek aan het dorpje, dat door het toerisme veel van zijn authenticiteit heeft verloren, met Panagia i Kera, de Kerk van de Heilige Vrouwe, dat als een van de hoogtepunten van Kreta geldt.